# Таинственная планета
Таинственная планета (англ. The Mysterious Planet) — первая серия двадцать третьего сезона британского научно-фантастического телесериала «Доктор Кто», состоящая из четырёх эпизодов, которые были показаны в период с 6 по 27 октября 1986 года. Является первой частью сюжетной арки «Суд над Повелителем времени», из которой состоит весь сезон.

## Сюжет
Доктора заставляют приземлиться на галлифрейской космической станции, где Инквизитор сообщает ему, что он осужден за вмешательство в дела других цивилизаций; обвинителем является Валеярд. Первое "преступление" транслируется из Матрицы на экране, и это недавнее приключение Доктора на планете Раволокс.
Доктор и Пери приземляются на Раволокс, замечая его сильное сходство с Землёй. Зная, что по официальным записям Раволокс опустошен упавшим метеоритом, он, видя буйную растительность, начинает подозревать неладное. Во время их прогулки за ними наблюдают Сабалом Глитц и Диббер, наемниками, собирающимися взорвать генератор "чёрного света", чтобы уничтожить питающимся им робота L3 в подземельях. В подземельях путешественники находят вывеску станции Marble Arch Центральной линии лондонского метрополитена, что ещё больше раззадоривает Доктора. Он собирается пойти вглубь подземелья, но Пери решает остаться внутри.
Вскоре Пери берет в плен местное племя, которым правит Катриса. Та запирает её в одной комнате с Глитцем и Диббером; те попались, пытаясь убедить местных уничтожить генератор, которому само племя поклоняется как идолу. Троица сбегает, не забыв заложить бомбу в генератор.
Доктора в подземке ловят люди под наблюдением Бессмертного, которым оказывается робот L3, который называет себя Дратро. Доктор сбегает, но робот посылает за ним сервисного дроида.
Пери, Глитц и Диббер встречают Доктора, гнавшиеся за ними местные отключают дроида, а Глитц подтверждает, что Равалокс на самом деле Земля. В деревне Катриса сажает беглецов снова в клетку, но, когда робот посылает дроида в деревню, аборигены решают атаковать замок. Но генератор оказывается поврежден, и при взрыве способен уничтожить всю вселенную.
Аборигенов легко побеждают, так что Глитц заманивает L3 на свой корабль, где обещает ему подпитку чёрным светом, если тот отключит сломанный генератор на планете, на что тот соглашается. Комплекс разрушается, но Доктор, Пери и подземные жители сбегают. Последние объединяются с аборигенами, а Доктор и Пери отбывают.

## Трансляции и отзывы
| Эпизод            | Дата показа      | Продолжительность | Телезрители (в миллионах) |
| ----------------- | ---------------- | ----------------- | ------------------------- |
| «Часть 1»         | 6 сентября 1986  | 24:57             | 4,9                       |
| «Часть 2»         | 13 сентября 1986 | 24:44             | 4,9                       |
| «Часть 3»         | 20 сентября 1986 | 24:18             | 3,9                       |
| «Часть 4»         | 27 сентября 1986 | 24:20             | 3,7                       |
| [ 1 ] [ 2 ] [ 3 ] |                  |                   |                           |

## Интересные факты
- В феврале 1985 BBC объявила, что 23 сезон сериала снят не будет. После множества протестов прессы и фанатов (был даже выпущен благотворительный сингл «Doctor in Distress», в создании которого приняли участие актеры сериала, а также многие другие знаменитости) было объявлено, что программа просто взяла перерыв.
- Для сценариста Роберта Холмса, написавшего множество сценариев сериала, эта серия стала последней завершенной. Уже во время создания её он был тяжело болен, и 24 мая 1986 года скончался, не успев завершить работу над финалом сезона. Примечательно, что сюжет серии схож с сюжетом серии «Кротоны», первой написанной Холмсом для сериала: развитая инопланетная цивилизация забирает лучшие умы аборигенов на свой корабль.
- Начальная сцена с пролетом камеры над космической станцией и затягиванием на неё ТАРДИС стала самым дорогим спецэффектом в истории классического сериала (более £8,000).